# Păcureni, Mureș
Păcureni este un sat în comuna Glodeni din județul Mureș, Transilvania, România.

## Monumente
- Biserica de lemn din Păcureni
- Biserica reformată din Păcureni

## Imagini

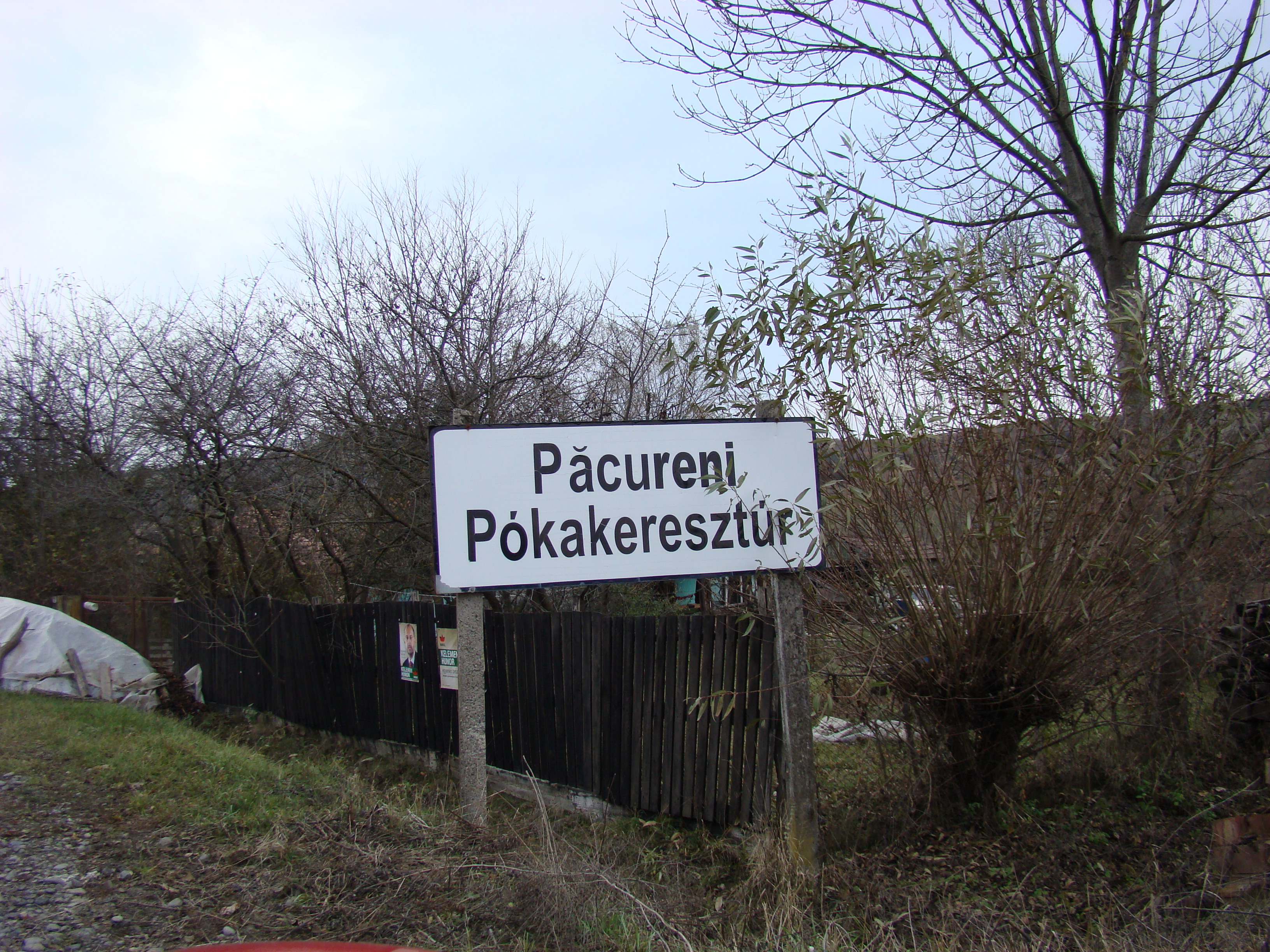
Intrarea în localitate
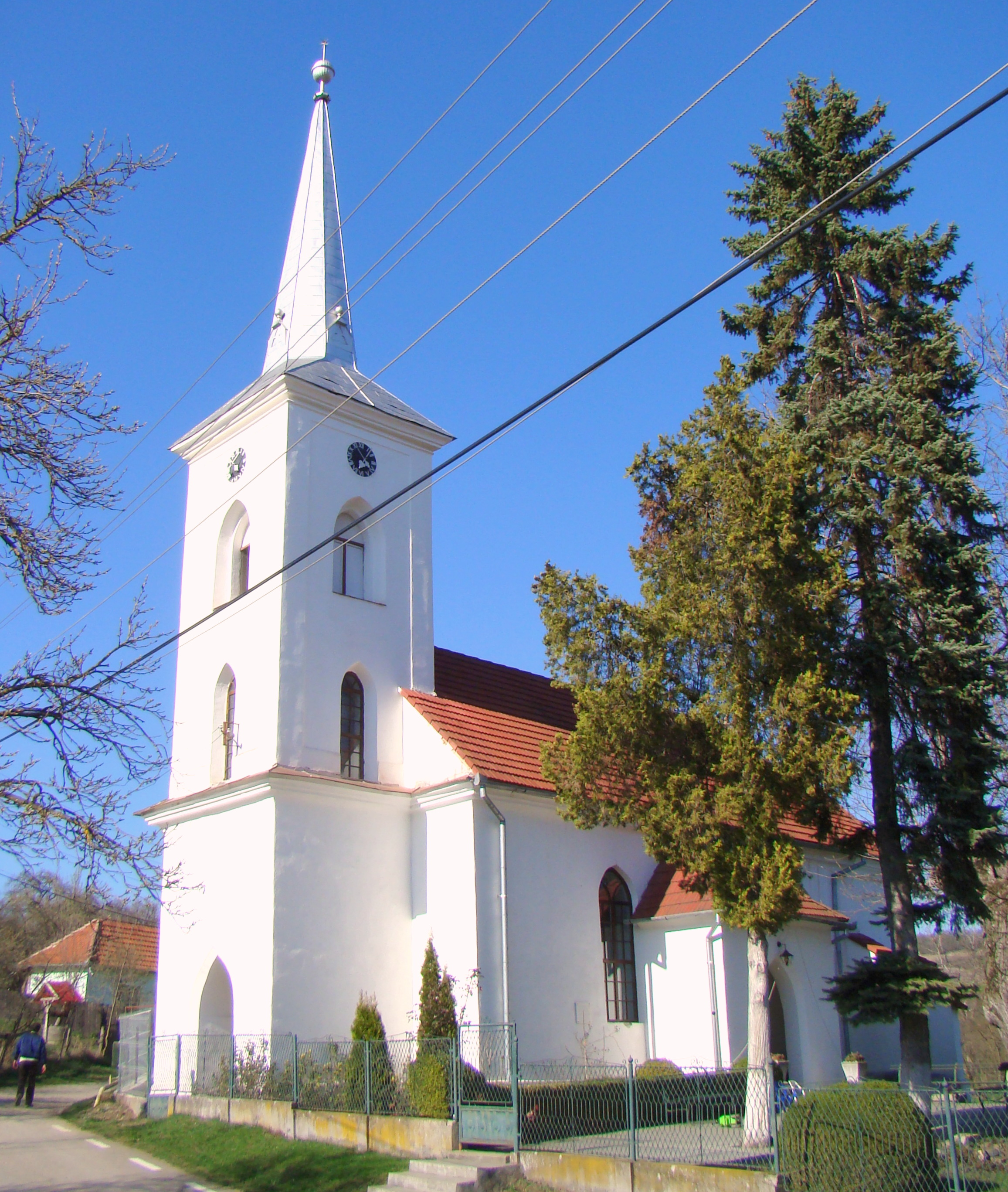
Biserica reformată (monument istoric)
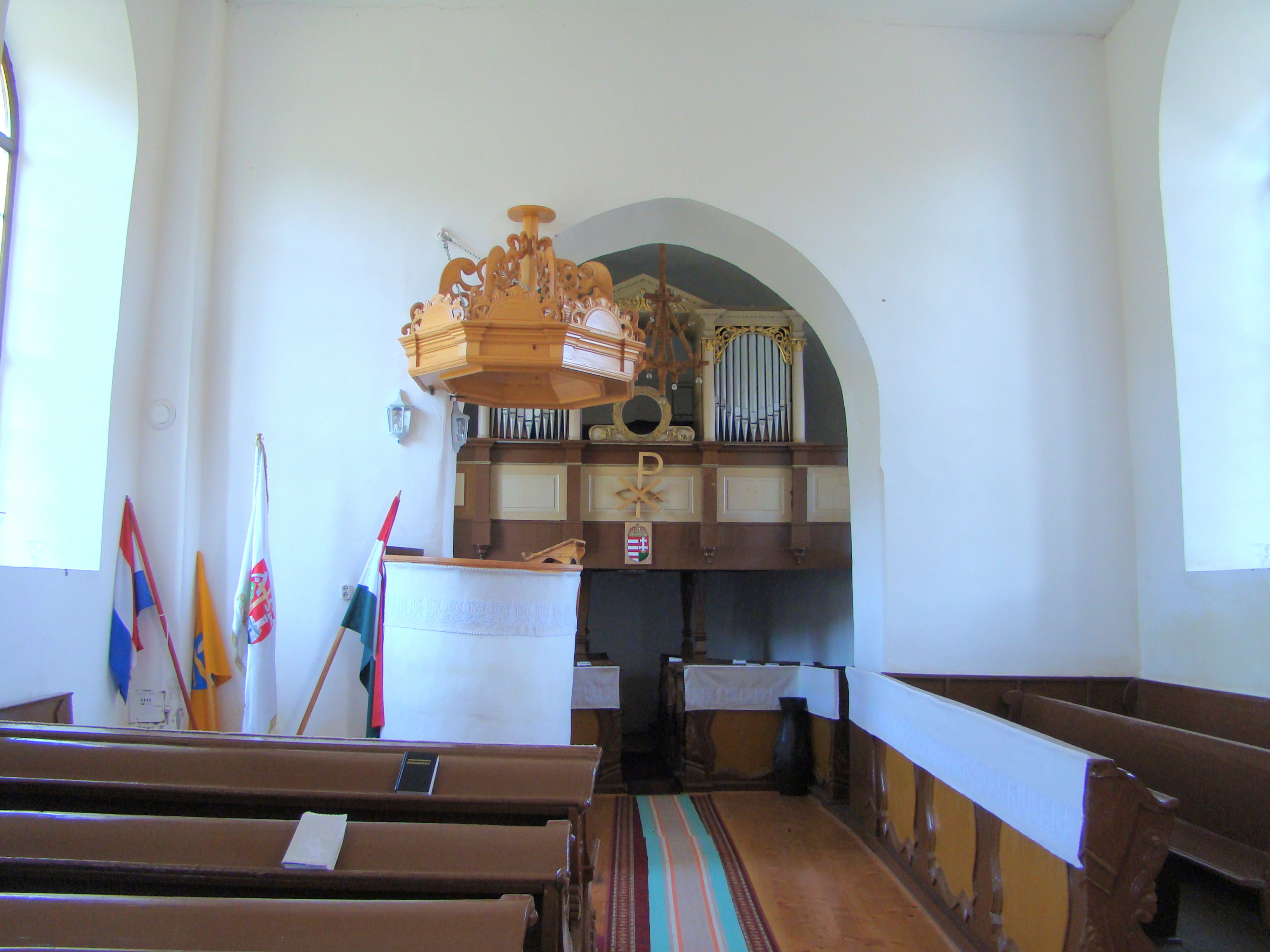
Biserica reformată (monument istoric)
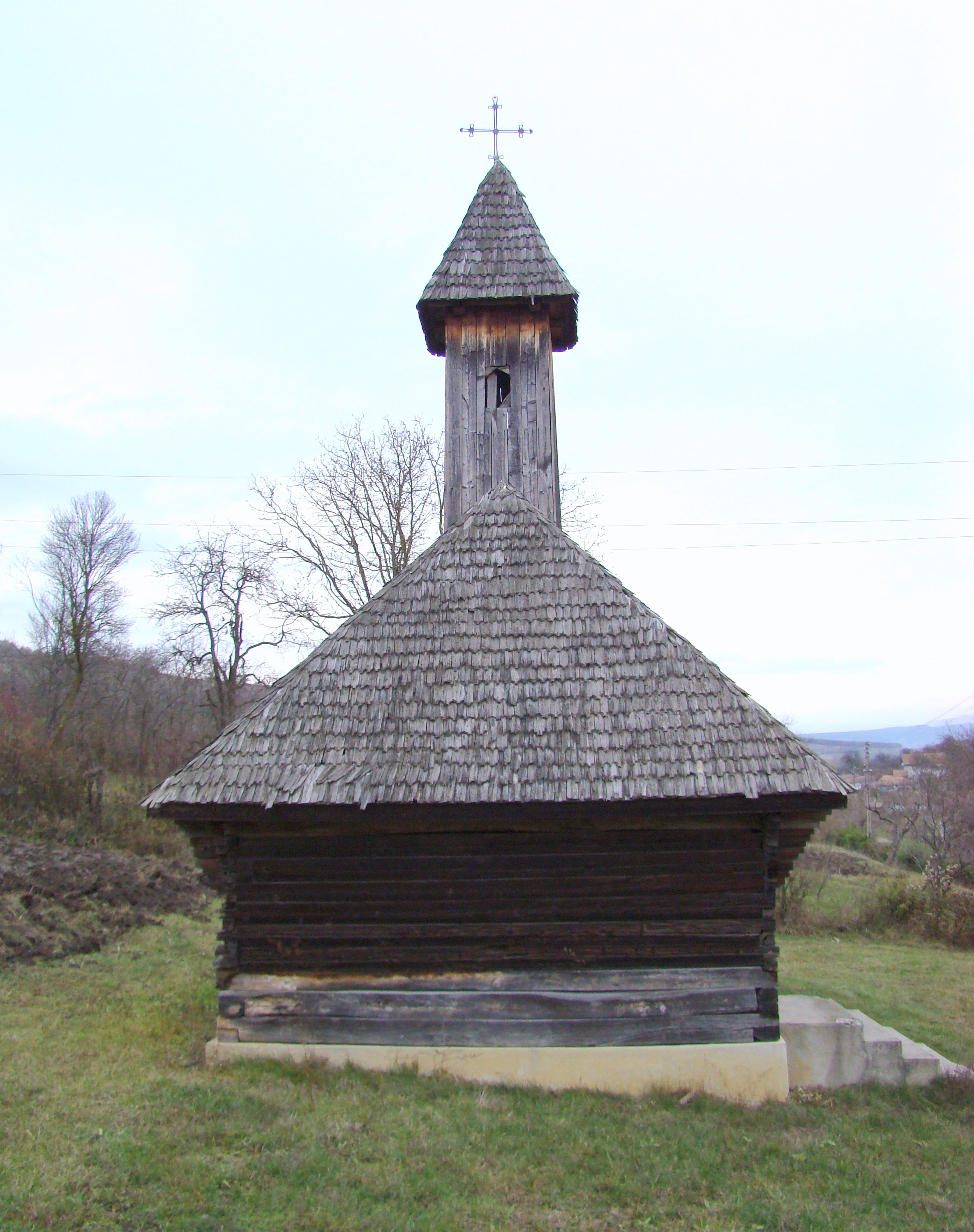
Biserica ortodoxă de lemn (monument istoric)